# Spillville

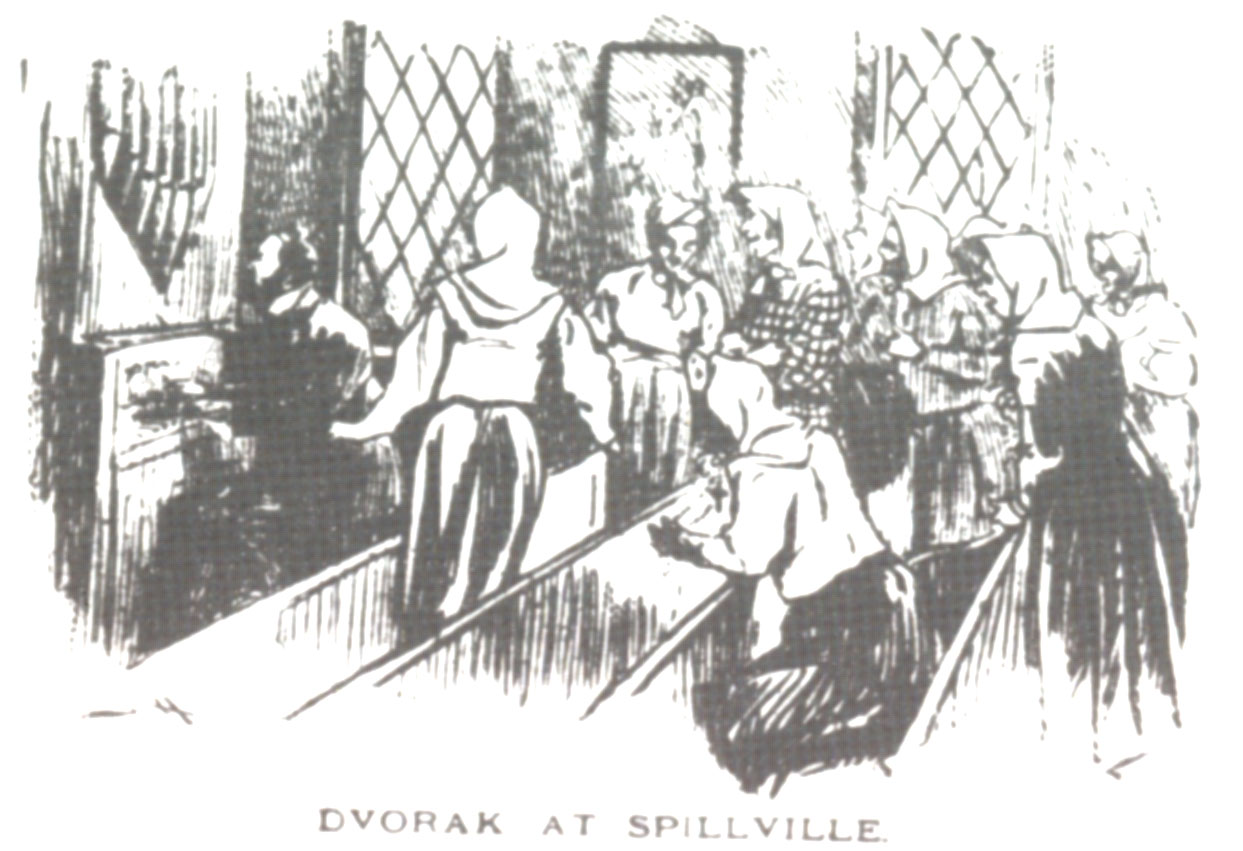
Antonín Dvořák ve Spillvilu, anonymní kresba

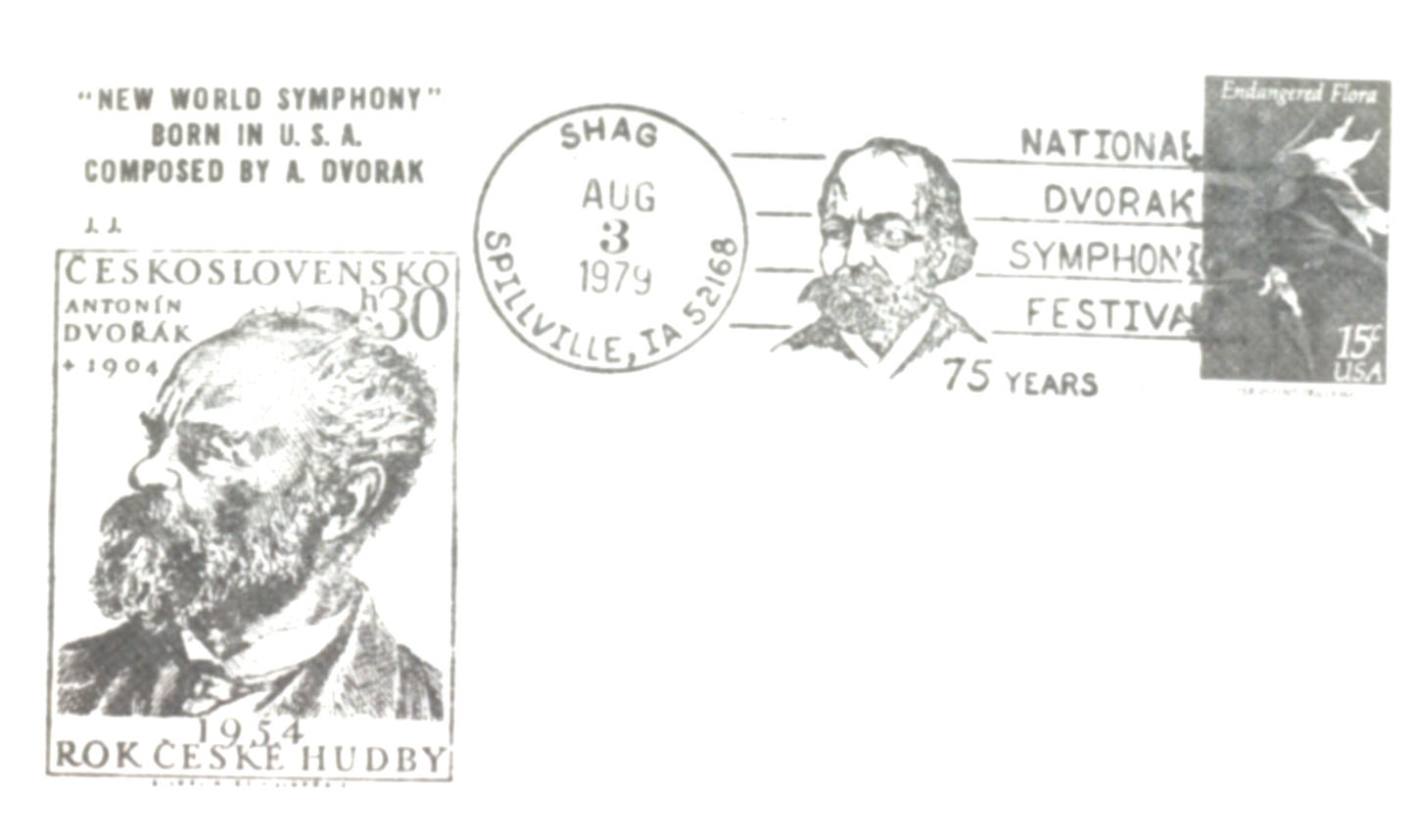
razítko vydané speciálně k festivalu ve Spillvilu v roce 1979

Spillville je obec v USA. Nachází se ve státě Iowa, 7 km západně od Calmaru a 19 km jihozápadně od Decorahu . V roce 2000 zde žilo 386 obyvatel.

## Historie
Obec je osídlena z velké části potomky přistěhovalců z Čech a Moravy a má silnou kulturní a hudební historii. Většina přistěhovalců musela v počátcích velmi tvrdě pracovat. Muži většinou pracovali na 60 mil vzdálené stavbě železnice, kam docházeli jednou týdně pěšky, ženy na polích. Bílá cedule při vjezdu do obce je opatřena nápisem bez diakritiky: "VITAME VAS, WELCOME TO SPILLVILLE ONE OF THE OLDEST INCORPORATED CZECH VILLAGES IN AMERICA" a je vyzdobena moravskými folklorními motivy. Ves má vzácnou kroniku, kterou sepisoval téměř od počátku existence obce zdejší učitel J. J. Kovařík a jeho syn Josef Kovařík.

## Názvy
Poblíž vsi je Krocaní řeka a také Český potok. U Krocaní řeky se usadil první osadník v roce 1849, jménem Charles Korek v roce 1850 Joseph Spielmann (přišel z Bavorska), ten postavil na břehu první srub a poté pilu. Ta byla zničena v roce 1853 povodní. V roce 1854 přijeli první čeští osadníci: Martin Bouska, Frank Payer, Wenzel Mikesh, John Novak a Andrew Kubesh s rodinami a pět Švýcarů. Později ale převážili Češi. 16. května (někdy se uvádí 11. května) 1860 byl položen základní kámen ke kostelu sv. Václava. Škola byla založena 1870. Zakoupeny varhany byly roku 1876. 1893 na ně hrál poté Antonín Dvořák (mimo jiné píseň Bože, před tvou velebností).

## Jména ve vsi a "Osvojenec"
Nápis nad branou hřbitova zní: "Česko národní hřbitov" pod nápisem totéž v anglické verzi. Jména jsou většinou česká: Cisar, Lukesh, Sobolik, Pecinovsky, Mikesh, Chyle, Slivon, Vopava, Kala, Kupka, Novak, Poshusta, Kostohryz, Katerina Zizka, Swehla ... atd. Je zde i socha z bílého mramoru Jana Husa s podivným nápisem: "Čeští Osvojenci odpočívají zde po práci a oběti životní. Pro blaho rodin a člověčenstva!" Význam podivného termínu "osvojenec" je již dnes ve vsi zapomenut. Je spojen se jménem Františka Matouše Klácela, přítele Boženy Němcové, který odjel do USA vybudovat sociálně lepší společnost. Osvojenec nepotřeboval kostel, stačila mu pouze víra, přesně podle slov Jana z Husi. Anglický termín zněl "Bohemian Freethinkers" (Čeští volnomyšlenkáři). Nedaleko Spillvilu je větší obec také českého původu Protivin.
V létě 1893 zde strávil se svou rodinou letní prázdniny Antonín Dvořák u učitele Kovaříka. V té době byl Antonín Dvořák ředitelem newyorské konzervatoře a odjel sem po skončení Českého dne na Světové výstavě v Chicagu, kde řídil symfonii G dur a ouverturu Kde domov můj. Složil zde mj. svůj slavný Smyčcový kvartet F dur zvaný "Americký". Náčrt vytvořil během prvních třech dnů pobytu v bytě Kovaříkova bratrance, kde bylo k dispozici harmonium. Pravděpodobně zde dokončil Novosvětskou symfonii. Dvořák skládal na břehu Krocaní řeky, podle jistého červeného ptáčka. Podle výsledků vědců na konci sedmdesátých let se mohlo jednat o některý z druhů: Tanagra červená, Drozd stěhovavý, Kardinál virginský.
Ve 20. století zde hostovali např. Louis Armstrong, Glenn Miller či skupina Thy Byrds.
V roce 1979 se ve Spillvillu konal k uctění 75. výročí úmrtí skladatele velký festival, k němuž vyšlo i zvláštní poštovní razítko.

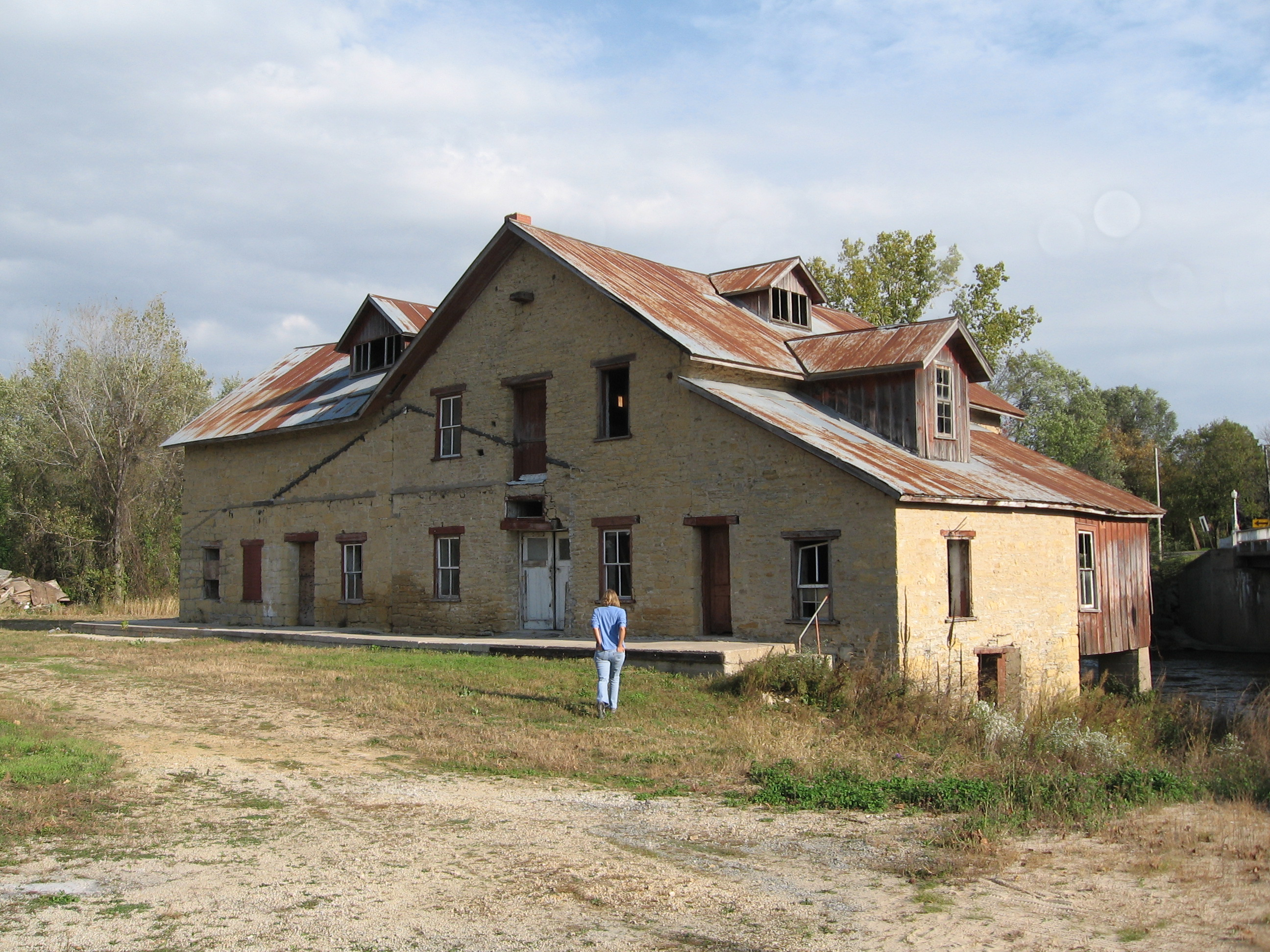
Mlýn ve Spillville

## Pamětihodnosti
- římskokatolický kostel sv. Václava, postavený v roce 1860, je nejstarším českým katolickým kostelem v celých USA
- kamenný mlýn z roku 1865
- muzeum hodin
- park na břehu řeky Turkey s pomníkem Antonína Dvořáka z roku 1925

## Osobnosti
- Josef Jan Kovařík (1870–1951), americký hudebník a houslista českého původu